# Томаш Маковски
То̀маш А̀ртур Мако̀вски (на полски: Tomasz Artur Makowski МФА [ˈtɔmaʃ ˈartur maˈkɔfsci], р. 1970) – главен директор на Националната библиотека на Полша, ръководител на Националния съвет на библиотеките, ръководител на Националния фонд на Комисията за библиотечните фондове и ръководител на Комисията по дигитализация в Министерството на културата и националното наследство.

## Биография
Маковски работи в Националната библиотека от 1994 г. Преди да стане главен директор през 2007 г., е бил заместник на главния директор и директор на научната дейност, както и ръководител на специалните колекции.
Той е член на много организации и институции в Полша и в чужбина, включително на Европейската библиотека, на националния комитет на програмата Памет на света на UNESCO, съвета на архивите при главния директор на Държавните архиви, програмния съвет на Института на книгата, програмния съвет на Института „Фредерик Шопен“, редакционната комисия на „Polish Libraries Today“, съвета на Националния музей в Краков, съвета на Музея на литературата и съвета на Музея в Łazienki Królewskie. През 2005 г. е куратор на първата монографична експозиция, посветена на библиотека Замойски (2005). Той е асистент в университет „Кардинал Стефан Вишински“ във Варшава.
Автор е на три книги (1996, 1998, 2005) и статии, специализира се в история на библиотеките и изследванията на ръкописи.
|  | Тази страница частично или изцяло представлява превод на страницата Tomasz Makowski в Уикипедия на английски. Оригиналният текст, както и този превод, са защитени от Лиценза „Криейтив Комънс – Признание – Споделяне на споделеното“, а за съдържание, създадено преди юни 2009 година – от Лиценза за свободна документация на ГНУ. Прегледайте историята на редакциите на оригиналната страница, както и на преводната страница, за да видите списъка на съавторите. ВАЖНО: Този шаблон се отнася единствено до авторските права върху съдържанието на статията. Добавянето му не отменя изискването да се посочват конкретни източници на твърденията, които да бъдат благонадеждни. |